# 曽国荃

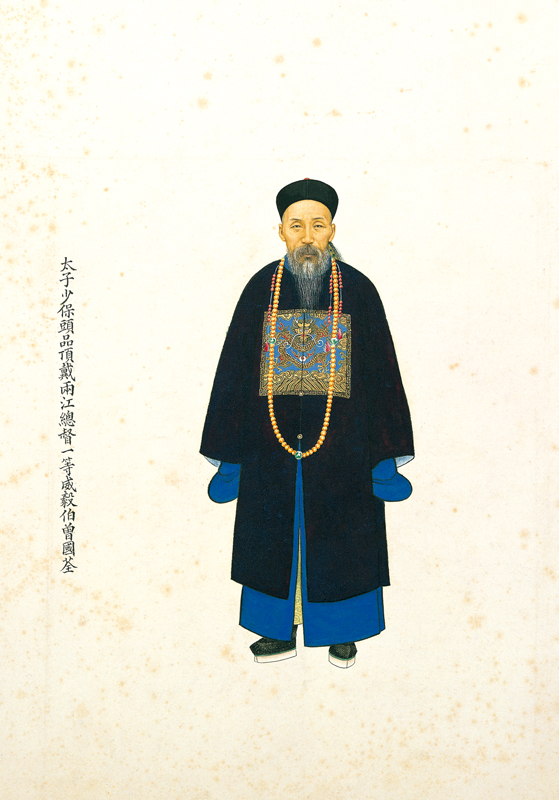
曽国荃

曽 国荃（そう こくせん、Zēng Guóquán、1824年10月12日 - 1890年11月13日）は、中国清朝の軍人、政治家。字は「沅甫」。湖南省長沙府湘郷県（現在の双峰県荷葉鎮）出身。清朝の著名な大臣曽国藩と曽国華の弟で曽貞幹の兄。湘軍の指揮官の1人。

## 経歴
太平天国との戦いでは長兄の補佐を行い、咸豊6年（1856年）に江西省で兄が苦戦していると聞くと湖南巡撫駱秉章に請うて3千人の兵を集め、吉安に救援に向かい翌7年（1857年）に陥落、功績で知府に抜擢された。咸豊8年（1859年）には江西省全土を掌握し、道員に昇進した。その後九江を出発し、黄州から安徽省に入った。
咸豊10年（1860年）から安慶を包囲し、陳玉成の援軍にしばしば敗れるも、翌11年（1861年）に安慶を陥落させた。同治元年（1862年）に浙江按察使、ついで江蘇布政使に任命され、雨花台から天京の攻撃を開始した。同治3年（1864年）、天京攻防戦で激戦の末に天京を陥落させ太平天国を滅亡させたが、安慶と南京で殺戮を行い、財物を略奪したことで非難を浴びた。
同治4年（1865年）に湖北巡撫に任命、同治6年（1867年）、李鴻章と共に捻軍の鎮圧にあたったが、作戦の失敗で病と称して退職した。光緒元年（1875年）、官界に復帰し陝西巡撫、山西巡撫、両広総督を歴任し、光緒10年（1884年）からは両江総督を務めた。
光緒16年（1890年）、66歳で死去。死後、忠襄公の諡号を贈られた。また、同年に甥の曽紀沢も没している。

## 家族・親族
清朝の著名な大臣曽国藩と曽国華の弟。曽貞幹の兄。